# Ryan Diem
Ryan Diem (* 27. července 1979 v Carol Stream, stát Illinois) je bývalý hráč amerického fotbalu, který nastupoval na pozici pravého Guarda. Byl draftován týmem Indianapolis Colts v roce 2001 ve čtvrtém kole Draftu NFL, předtím hrál univerzitní fotbal za Northern Illinois University.

## Vysoká škola
Diem navštěvoval Glenbard North High School v Carol Stream a maturoval v roce 1997. Jako člen týmu Track and Field se stal mistrem státu Illinois ve vrhu koulí.

## Univerzitní fotbal
Diem přestoupil na Northern Illinois University, za kterou během čtyř let odehrál 35 zápasů jako Offesnive tackle a stal se prvním hráčem Offensive line univerzity od roku 1987, kterých byl draftován klubem NFL. V prvním roce nastoupil do 11 utkání jako pravý Tackle, ve kterých zaznamenal 94 bloků a pomohl ofenzívě k rekordním 4 706 yardům, 409 bodům, 52 touchdownům a 255 prvním downům. Za své výkony byl zvolen do prvního týmu All-MAC a COSIDA Academic All-America. V roce 1999 si ve stejné porci utkání připsal 84 bloků s úspěšností 87%, v roce 2000 75 bloků s úspěšností 83,5% a v posledním roce 87% úspěšných bloků, což mu každý rok vyneslo nominace do týmů All-MAC.

## Profesionální kariéra

### Draft NFL
Diem byl draftován v roce 2001 ve 4. kole jako celkově 118. týmem Indianapolis Colts, ve kterém strávil celou profesionální kariéru.

### Indianapolis Colts
V první sezóně nastoupil Diem jako nováček k patnácti zápasům na pozici pravého Offensive tackla, z toho osmkrát jako startující hráč. Od sezóny 2002 se stává startujícím hráčem na své pozici a tuto výsadu si udržel až do konce roku 2010. Od sezóny 2011 dochází k přeskupení Offensive line Indianapolisu Colts a Diem se přesouvá na pozici pravého Guarda. 23. března 2012 ukončuje kariéru, když odehrál 158 utkání, z toho 150 jako startující hráč.

## Osobní život
Diem spolu se ženou Julií žijí v Zionsville ve státě Indiana. Je spolumajitelem firmy Modern Muscle z Oswega, která se specializuje na ladění aplikací v automobilovém průmyslu. Také je členem představenstva firmy CloudOne z Chicaga.